# Ciung Wanara
Ciung Wanara è una leggenda del popolo sundanese, in Indonesia, incentrata, secondo il folklore, sul regno di Sunda Galuh, sull'origine del nome del fiume Pemali e sulle differenze culturali tra gli indonesiani e i giavanesi residenti nella parte occidentale della provincia di Giava Centrale.
Questa tradizione era spesso associata ai siti archeologici di Karang Kamulyan, un sotto-distretto della Reggenza di Ciamis, Giava occidentale.

## Fonti
La storia di Giung Wanara proviene da una tradizione orale sudanese chiamata "Pantun Sunda", che poi fu trasferita in libri scritti da alcuni autori sundanesi, sia nella loro lingua che in indonesiano.

## Trasposizione cinematografica
La leggenda di Ciung Wanara fu trasposta in un film omonimo dalla casa di produzione delle Indie orientali olandesi Star Film nel 1941.